# Golfo de Achacachi
Golfo de Achacachi är en vik i Bolivia.   Den ligger i departementet La Paz, i den västra delen av landet, 500 km nordväst om huvudstaden Sucre.
Trakten runt Golfo de Achacachi består i huvudsak av gräsmarker. Runt Golfo de Achacachi är det ganska glesbefolkat, med 42 invånare per kvadratkilometer.